# 農業部林業及自然保育署宜蘭分署
24°41′00″N 121°46′24″W / 24.683462°N 121.773255°W
農業部林業及自然保育署宜蘭分署是台灣一個地區性的林政機關，隸屬於中華民國農業部林業及自然保育署。轄管宜蘭縣、台北市、新北市、基隆市與部分花蓮縣國有林班地。
目前宜蘭分署轄下管理的事業區有文山、宜蘭、羅東、太平山、南澳、和平及大溪等七個國有林事業區，合計面積為176,623公頃，再加上為國土保安、水源涵養及景觀維護所設之區外保安林10,476公頃，以及新北市萬里區247公頃經濟林地，總轄管森林面積為187,346公頃。

## 歷史背景
- 1915年，台灣總督府營林局在宜蘭設立出張所。
- 1924年1月，羅東至土場間的森林鐵道開通後，為配合業務所需，由宜蘭員山移至羅東，設置羅東出張所於竹林。
- 第二次世界大戰後，羅東出張所改稱為羅東山林管理所。
- 1960年，羅東山林管理所與太平山林場合併成立蘭陽林區管理處。
- 1989年7月1日，林務局由生產事業機構改為公務機關，合併蘭陽林區管理處與文山林區管理處所轄文山事業區改組為「台灣省政府農林廳林務局羅東林區管理處」。
- 1999年7月1日，因台灣省虛級化，隨林務局改隸行政院農業委員會，而更名為「行政院農業委員會林務局羅東林區管理處」。
- 2023年8月1日，因林務局升格為林業署，更名為「農業部林業及自然保育署宜蘭分署」。

## 所屬林場
1960年，羅東山林管理所與太平山林場合併成立蘭陽林區管理處，此時是台灣林業最輝煌時期，支撐台灣經濟命脈，以大元山林場和新太平山林場貢獻最大，當時所屬林場：
- 大元山林場
- 舊太平山林場
- 新太平山林場
- 和平工作站：大元山林場裁撤後的員工遷往。

### 林場和工作站的區別
林場除負責伐木、集材、運材作業外，還設有辦公的事務所、合作社、醫護室、機械修理廠、製材所(鋸木廠)、發電廠，也設有學童就讀的小學，還有對外營業的招待所、食堂，是一個可以完全獨立生活機能的區域，因此員工眷屬可以進入山區組成家庭。
工作站則完全沒有上述組織單位，只負責伐木、集材、運材作業。如和平工作站，原木裝載於運材卡車上，檢尺計算材積完畢便駛出山區，從和平溪附近出山，經蘇花公路抵達羅東竹林。和平工作站嚴禁員工眷屬入住或進入探視，以致造成資料欠缺，現今仍是一團迷霧無法探索。和平工作站除伐木、集材、運材的機具和工寮外，沒有其他設施。

## 組織
- 分署長
  - 副分署長
    - 秘書

業務單位
- 森林管理科
- 集水區治理科
- 經營企劃科
- 自然保育科
- 森林育樂科
  - 太平山國家森林遊樂區管理中心（任務編組）

行政單位
- 秘書室
- 人事室
- 會計室
- 政風室

現場作業單位
- 台北工作站
- 宜蘭工作站
- 太平山工作站
- 南澳工作站
- 冬山工作站

## 自然保育業務
- 太平山
- 太平山國家森林遊樂區
- 太平山森林鐵路

## 外部連結
- （繁體中文）（英文）林業署宜蘭分署官方網站 （页面存档备份，存于）